# Deux Automnes Trois Hivers
Pour plus de détails, voir Fiche technique et Distribution.
Deux Automnes Trois Hivers, typographiquement stylisé 2automnes 3hivers dans le générique du film, est un film français réalisé par Sébastien Betbeder sorti en 2013.
Le film a été présenté lors du festival de Cannes 2013 dans la programmation de l'Association pour le cinéma indépendant et sa diffusion.

## Synopsis
Arman vit à Paris. Il ne s'épanouit pas dans son travail et souhaite changer de vie. Pour se changer les idées, il décide de courir au parc des Buttes-Chaumont et y rencontre Amélie. Après qu’Arman a reçu un coup de couteau en défendant Amélie lors d'une agression, une histoire d'amour naîtra entre les deux protagonistes durant deux automnes et trois hivers.

## Fiche technique
- Titre : Deux Automnes Trois Hivers
- Réalisation et scénario : Sébastien Betbeder
- Production : Frédéric Dubreuil - Envie de Tempête
- Photographie : Sylvain Verdet
- Son : Roman Dymny
- Montage : Julie Dupré
- Musique : Bertrand Betsch
- Genre : Comédie
- Durée : 90 minutes
- Dates de sortie :
  - France : 18 mai 2013 (Festival de Cannes 2013)[1] ; 25 décembre 2013 (sortie nationale)

## Distribution
- Vincent Macaigne : Arman
- Maud Wyler : Amélie
- Bastien Bouillon: Benjamin
- Audrey Bastien : Katia, la petite amie suisse de Benjamin
- Pauline Étienne : Lucie, la sœur cadette de Benjamin
- Thomas Blanchard : Jan, le cousin dépressif de Katia
- Jean-Quentin Châtelain : le père d'Arman
- Olivier Chantreau : Guillaume
- Eriko Takeda : Hazuki
- Jérôme Thibault : le médecin
- Zacharie Chasseriaud : le skater
- Philippe Crespeau : le père de Benjamin
- Olivier Therkelsen Hansen : l'exhibitionniste

## Nominations
- Festival de Cannes 2013
- Festival international du film des Hamptons 2013

## Accueil critique et public
Au 19 février 2014, le film totalise 45 514 entrées.

## Version courte
Il existe aussi une version courte du film de 38 minutes intitulée Arman hors saison réalisée pour Arte et une version radiophonique diffusée sur France Culture en janvier 2014.
Les scènes de montagne se déroulant en Suisse ont été tournées essentiellement dans le Cantal (Le Lioran, Laveissière, etc.).